# Sołdato-Aleksandrowskoje
Sołdato-Aleksamdrowskoje (ros. Солдато-Александровское) – wieś w Rosji, w Kraju Stawropolskim, w rejonie sowieckim. W 2010 liczyła 9516 mieszkańców.